# Cot Asan (Nurussalam)
Cot Asan is een bestuurslaag in het regentschap Aceh Timur van de provincie Atjeh, Indonesië. Cot Asan telt 608 inwoners (volkstelling 2010).